# Лось Леонід Васильович
Леонід Васильович Лось (нар.15 січня 1936, Житомир) (17 вересня 2017, Житомир) — доктор технічних наук, професор кафедри механіки та інженерії агроекосистем Житомирського національного  агроекологічного університету (ЖНАЕУ).

## Життєпис
Народився 15 січня 1936 року у м. Житомирі.
У 1954 році закінчив Житомирський деревообробний технікум. В період 1954 — 1959 років по розподілу працював в Російській Федерації. У 1959 — 1964 роках працював конструктором на Житомирській фабриці музикальних інструментів.
З 1964 по 1988 роки працював на Житомирському заводі "Електровимірювач".  Пройшов шлях від звичайного конструктора до Головного конструктора заводу. У 1970 році у закінчив Житомирський факультет Київського політехнічного інституту зі спеціальності "інженер-механік".
З 1988 року працює в Житомирському національному  агроекологічному університеті. З 1989 року на базі кафедри під керівництвом  професора працює студентське конструкторське бюро (СтКБ), основним напрямом в роботі якого є альтернативна енергетика та енергозбереження. Конкретною конструкторсько-прикладною темою досліджень є створення газогенераторних установок транспортного та стаціонарного типів, які працюють на біовідходах відходах сільськогосподарського виробництва, відходах деревини та "енергетичних" рослинах. Окремим напрямком є розробка ґрунтообробних машин сільськогосподарського призначення.

## Наукова діяльність
Працюючи начальником конструкторського бюро на Житомирському заводі "Електровимірювач", впровадив в процес проектування та виробництва електровимірювальних інструментів принцип уніфікації конструкцій на основі математичної теорії груп.
У 1984 році захистив кандидатську дисертаці в межах двох спеціальностей — конструювання приладів та технологія їх виробництва.
У 1992 році  захистив докторську дисертацію "Теорія структури конструкцій технологічних машин і приладів" із системою аксіом, які  передбачають проводити аналітичний аналіз майбутньої конструкції щодо  складальнопридатності, ремонтопридатності  та уніфікації  вже на стадії проектування.
З 1995 року активно займається проблемами альтернативної енергетики, газогенераторними конструкціями, заміною дорогих імпортних енергоресурсів (нафти та газу) на різновиди місцевого відновлюваного біопалива.
Вивчає можливість подолання глобального потепління шляхом ліквідації парникового ефекту. Активно співпрацює з провідними науковцями ЖНАЕУ.
Займається підготовкою кандидатів технічних наук, консультує докторантів.
З 1989 року на базі кафедри, яку очолює Леонід Васильович, працює студентське конструкторське бюро (СтКБ), основним напрямом в роботі якого є альтернативна енергетика та енергозбереження.
Окремим напрямком є розробка ґрунтообробних машин сільськогосподарського призначення.
Леонід Васильович – автор більш ніж 250 наукових праць, зокрема, монографії «Теорія структури конструкцій технологійних машин і приладів» (російською).
Протягом своєї трудової діяльності отримав 43 авторські свідоцтва та патенти.

## Основні наукові та методичні праці
- Лось Л. В. Проблема енергоносіїв та її вирішення в сільському господарстві України біоенергетичними газогенераторами / Л. В. Лось, Н. М. Цивенкова // Вісник ДАУ. — 2004. — № 2 (13). – С. 3.
- Лось Л. В. Оптимізація техніко – економічних показників автотракторних газогенераторів — основа відтворення їх виробництва / Л. В. Лось // «Вісник ДАУ». — 2006. — №1.
- Пат. 31608 Україна, МПК С10F 7/00. Пристрій для пресування паливних гранул / Лось Л. В., Лось С. Л., Рогаль О. К., Самилін О. О., Цивенкова Н. М. ; заявник і патентовласник ТОВ «Технополіс». — № u200714962 ; заявл. 28.12.2007 ; дата публікації 10.04.2008, Бюл. № 7.
- Перспективи розширення використання обладнання для газифікації біомаси в умовах сільських господарств Полісся / Л. В. Лось, О. Ю.Романишин, А. А. Голубенко, Н. М. Цивенкова // Збірник наук. праць Вінницького нац. аграр. ун-ту. — 2012. — Вип. 10. — Т.1 (58). — С. 66 — 68.
- Особливості підбору обладнання для очищення генераторного газу / Л. В. Лось, О. Д. Муляр, А. А. Голубенко, Н. М. Цивенкова // зб. доп. міжвуз. наук.-тех. конф., присвяч 90-річчю ЖНАЕУ «Передові технології сільськогосподарської продукції, енергозбереження та забезпечення тепловою і електричною енергіями. Перспективи та проблеми впровадження в сільське господарство Полісся» / ЖНАЕУ.  — Житомир : ЖНАЕУ, 2012. — С. 102 — 108.
- Обгрунтування газогенераторного живлення зернових сушарок / О. Д. Муляр, Л. В. Лось, А. А. Голубенко [та ін.] // Наукові читання — 2013 : наук.-теорет. зб. / ЖНАЕУ. — Житомир : ЖНАЕУ, 2013. — Т. 1. — С. 319 — 323.
- Обгрунтування параметрів газогенератора, адаптованого до рослинної сировини / Л. В. Лось, О. Д. Муляр, Н. М. Цивенкова, С. М. Кухарець, А. А. Голубенко // Вісник ЖНАЕУ. — 2014. — № 2 (45). — Т. 4, ч. ІІ. — С. 206 — 216.
- Лось Л. В., Кухарець С. М., Шубенко В. О. «Нарисна геометрія та інженерна графіка. Методичні вказівки та завдання до лабораторних і практичних занять для студентів технологічного факультету, 2,75 ум. др. арк.

## Звання та нагороди
- Заслужений діяч науки і техніки України
- Академік Інженерної академії України
- Академік Української академії економічної кібернетики
- Консультант Комітету Верховної Ради України з питань аграрної політики та земельних відносин